# Fågelås landskommun
Fågelås landskommun var en tidigare kommun i dåvarande Skaraborgs län.

## Administrativ historik
Kommunen bildades vid storkommunreformen 1952 genom sammanläggning av landskommunerna Brandstorp, Norra Fågelås och Södra Fågelås. 
Den ombildades till kommun 1971 men ägde bara bestånd fram till 1974, då den upplöstes. Församlingarna Norra och Södra Fågelås fördes då till Hjo kommun och Brandstorp till Habo kommun.
Kommunkoden 1952-1973 var 1624.

### Kyrklig tillhörighet
I kyrkligt hänseende tillhörde kommunen församlingarna Brandstorp, Norra Fågelås och Södra Fågelås.

## Geografi
Fågelås landskommun omfattade den 1 januari 1952 en areal av 189,31 km², varav 187,74 km² land.

### Tätorter i kommunen 1960
I Fågelås landskommun fanns den 1 november 1960 ingen tätort. Tätortsgraden i kommunen var då alltså 0,0 procent.

## Politik

### Mandatfördelning i valen 1950-1970
| 13 | 17 |

| 30 |

| 14 | 16 |

| 30 |

| 11 | 14 | 5 |

| 30 |

| 13 | 13 | 4 |

| 29 |

| 11 | 6 | 3 | 2 | 8 |

| 29 |

| 12 | 8 | 2 | 3 | 6 |

| 29 |